# Жандленкур
Жандленку́р (фр. Jeandelaincourt) — коммуна во французском департаменте Мёрт и Мозель, региона Лотарингия. Относится к кантону Номени.

## География

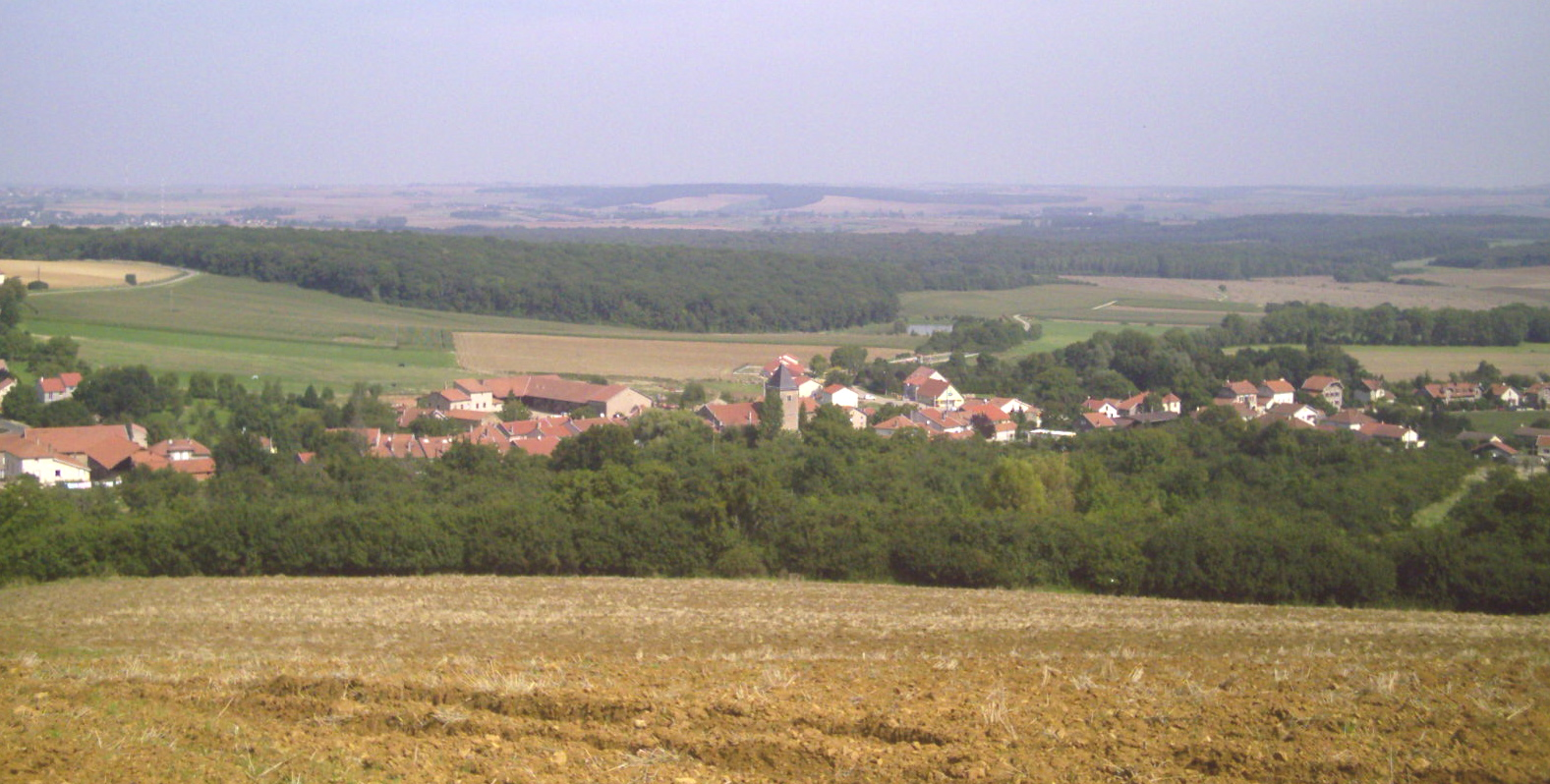
Панорама Жандленкура.

Жандленкур расположен в 18 км на север от Нанси. Соседние коммуны: Белло, Сиври и Братт на юго-западе, Муаврон на юге, Ажонкур и Аррей-эт-Ан на востоке.

## Демография
Население коммуны на 2010 год составляло 784 человека.
| 1962 | 1968 | 1975 | 1982 | 1990 | 1999 | 2010 |
| ---- | ---- | ---- | ---- | ---- | ---- | ---- |
| 809  | 874  | 768  | 717  | 668  | 666  | 784  |